# Central Hockey League (1963-1984)
La Central Hockey League è stata una lega minore professionistica di hockey su ghiaccio che ha operato negli Stati Uniti dal 1963 al 1984. Inizialmente nota con il nome di Central Professional Hockey League, la lega fu gestita e controllata dalla National Hockey League e succedette cronologicamente alla Eastern Professional Hockey League, la quale si sciolse al termine della stagione 1962-63. Quattro delle franchigie originarie della CHL erano per l'appunto vecchie squadre della EPHL trasferitesi in altre città, mentre la quinta proveniva dall'International Hockey League. Il suo fondatore fu Jack Adams, presidente della lega fino alla sua morte avvenuta nel 1968. Il trofeo della CHL si chiamò Adams Cup proprio in suo onore.

## Storia
Nella prima stagione della lega tutte e cinque le franchigie erano affiliate ad una squadra della NHL: gli Indianapolis Capitals (Detroit Red Wings), i Minneapolis Bruins (Boston Bruins), gli Omaha Knights (Montreal Canadiens), i St. Louis Braves (Chicago Black Hawks) e i St. Paul Rangers (New York Rangers). L'unica squadra della NHL senza affiliazioni nel corso della prima stagione della CHL fu quella dei Toronto Maple Leafs, i quali l'anno successivo si legarono ai  Tulsa Oilers.
Dopo la morte di Jack Adams fu eletto come presidente ad interim Emory Jones, fino all'elezione dell'avvocato Joe Kane nell'agosto del 1968. Kane il 26 settembre 1968 annunciò un cambiamento nel nome della lega che portò alla rimozione della parola "Professional". Kane fu succeduto dopo un solo anno di nuovo da Jones, il quale mantenne la presidenza fino al pensionamento nel 1974. Max McNab gli succedette fino a quando nel 1976 fu scelto come general manager dei Washington Capitals. Gli successe Ray Miron, il quale dopo sole tre settimane lasciò l'incarico per diventare general manager dei Colorado Rockies. Alla fine dell'agosto 1976 Bud Poile divenne il nuovo presidente della CHL, incarico mantenuto fino allo scioglimento della lega nel 1984.
Prima della stagione 1974-75 la CHL assorbì tre squadre dalla Western Hockey League, lega appena scomparsa: i Denver Spurs, i Salt Lake Golden Eagles e i Seattle Totems. Salt Lake sarebbe rimasta nella lega fino al suo scioglimento e proseguì la propria attività nella International Hockey League fino al 1994. Denver e Seattle furono ammesse nella CHL per preparare un'eventuale espansione della NHL verso quei mercati, tuttavia entrambe le squadre furono costrette alla chiusura già nel 1975. Nel campionato 1979-80 la CHL incorporò i Cincinnati Stingers e i Birmingham Bulls, due ex-formazioni della World Hockey Association che non erano state ammesse in NHL.
Sempre nella stagione 1979-80 la rappresentativa olimpica della nazionale statunitense giocò una serie di incontri con le formazioni della CHL valide per la classifica finale. Alla fine la selezione conquistò la medaglia d'oro ai giochi di Lake Placid 1980. Nella stagione 1983-84 parteciparono alla CHL sia la nazionale statunitense che quella canadese.
Gli ultimi campioni della CHL dei Tulsa Oilers rimasero senza un palazzetto casalingo a metà della stagione 1983-84, dopo che la proprietà della franchigia passò in amministrazione controllata. La lega fece in modo di mantenere la squadra in attività e dispose che tutte le gare rimaste fossero giocate in trasferta, da metà febbraio fino al termine dei playoff. L'ultima loro partita fu giocata il 27 aprile 1984 e valse agli Oilers il terzo titolo della CHL. Quella fu anche l'ultima partita organizzata dalla lega, scioltasi un mese dopo.

## Squadre
- Albuquerque Six-Guns (1973-1974)
- Amarillo Wranglers (1968-1969, 1970-1971)
- Birmingham Bulls (1979-1981)
- Birmingham South Stars (1982-1983)
- Cincinnati Stingers (1979-1980)
- Cincinnati Tigers (1981-1982)
- Cincinnati Wings (1963-1964)
- Colorado Flames (1982-1984)
- Dallas Black Hawks (1967-1982)
- Denver Spurs (1974-1975)
- Fort Worth Texans (1974-1982)
- Fort Worth Wings (1967-1974)
- Houston Apollos (1965-1969; 1979-1981)
- Indianapolis Checkers (1979-1984)
- Iowa Stars (1969-1970)
- Kansas City Blues (1967-1972; 1976-1977)
- KC Red Wings (1977-1979)

- Memphis South Stars (1967-1969)
- Memphis Wings (1964-1967)
- Minneapolis Bruins (1963-1965)
- Minnesota Rangers (1965-1966)
- Montana Magic (1983-1984)
- Nashville South Stars (1981-1982)
- Oklahoma C. Blazers (1965-1972, 1973-1977)
- Oklahoma C. Stars (1978-1982)
- Omaha Knights (1963-1965, 1966-1975)
- Phoenix Roadrunners (1977-1978)
- St. Louis Braves (1963-1967)
- St. Paul Rangers (1963-1965)
- Salt Lake Golden Eagles (1974-1984)
- Seattle Totems (1974-1975)
- Tucson Mavericks (1975-1976)
- Tulsa Oilers (1964-1984)
- Wichita Wind (1980-1983)

## Vincitori dell'Adams Cup
- 1964 -  Omaha Knights
- 1965 -  St. Paul Rangers
- 1966 -  Oklahoma C. Blazers
- 1967 -  Oklahoma C. Blazers
- 1968 -  Tulsa Oilers
- 1969 -  Dallas Black Hawks
- 1970 -  Omaha Knights
- 1971 -  Omaha Knights
- 1972 -  Dallas Black Hawks
- 1973 -  Omaha Knights
- 1974 -  Dallas Black Hawks

- 1975 -  Salt Lake Golden Eagles
- 1976 -  Tulsa Oilers
- 1977 -  Kansas City Blues
- 1978 -  Fort Worth Texans
- 1979 -  Dallas Black Hawks
- 1980 -  Salt Lake Golden Eagles
- 1981 -  Salt Lake Golden Eagles
- 1982 -  Indianapolis Checkers
- 1983 -  Indianapolis Checkers
- 1984 -  Tulsa Oilers

## Trofei e premi
| Trofeo                    | Stagioni  | Assegnato a                                                                              |
| ------------------------- | --------- | ---------------------------------------------------------------------------------------- |
| Adams Cup                 | 1963-1984 | Campioni dei playoff CHL.                                                                |
| Tommy Ivan Trophy         | 1963-1984 | MVP della stagione regolare. Noto come "Most Valuable Player Award" (1963-1974).         |
| Jake Milford Trophy       | 1968-1984 | Allenatore dell'anno.                                                                    |
| Phil Esposito Trophy      | 1979-1984 | Miglior marcatore.                                                                       |
| Max McNab Trophy          | 1976-1983 | MVP dei Playoff.                                                                         |
| Ken McKenzie Trophy       | 1963-1984 | Rookie dell'anno. Noto come "Rookie of the Year" (1963-1977).                            |
| Don Ashby Memorial Trophy | 1976-1983 | Giocatore non celebrato della stagione regolare. Noto come "Iron Man Award" (1976-1981). |
| Bobby Orr Trophy          | 1963-1984 | Miglior difensore. Noto come "Most Valuable Defenseman Award" (1963-1979).               |
| Terry Sawchuk Trophy      | 1976-1984 | Portiere con la media gol subiti minore.                                                 |
| Bob Gassoff Trophy        | 1977-1984 | Difensore migliorato rispetto alla stagione precedente.                                  |